# Nordens Guder

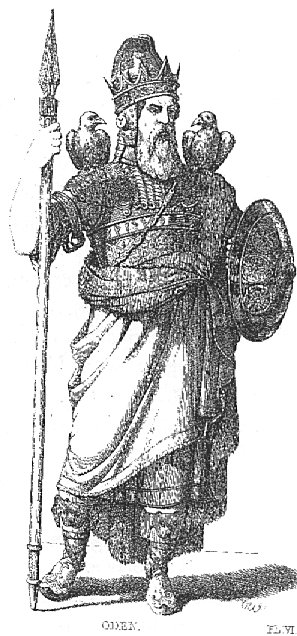
Odyn. Grafika Otto-Henrika Wallgrena

Nordens Guder (Bogowie Północy) – zbiór wierszy duńskiego romantycznego poety Adama Gottloba Oehlenschlägera, wydany w 1819, stanowiący współczesne opracowanie wątków z mitologii germańskiej i będący niejako nowoczesną Eddą. Na język angielski nordycką epopeję Oehlenschlägera przełożył William Edward Frye. Utwór jest napisany przy użyciu różnych form wersyfikacyjnych, między innymi strofy królewskiej, rymowanej ababbcc:
Som Vinden blæser hen den lette Sky, 

Saa svinder hver Bedrift i Evigheden. 

Een Bølge sank, een reiser sig paa ny, 

Og Kampen leger leflende med Freden; 

Snart blinke Sværd, snart ruste de i Skeden. 

Hvad er det alt? Et flygtigt Gioglemøde, 

En Sommerfugl, som parred sig — og døde.
Poeta eksperymentował w swojej twórczości z różnymi strofami, między innymi z włoską oktawą.